# Roca Gran (Bellver de Cerdanya)
La Roca Gran és una muntanya de 1.842 metres que es troba al municipi de Bellver de Cerdanya, a la comarca de la Baixa Cerdanya.